# Leipzig Berliner Bahnhof

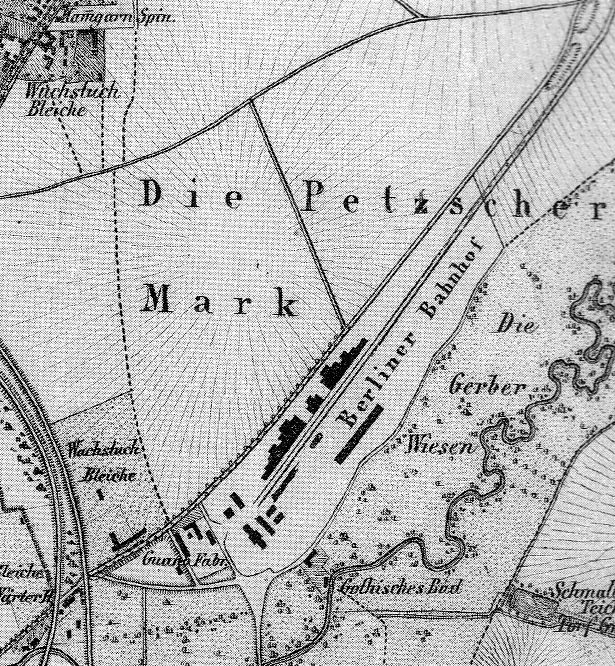
Berliner Bahnhof 1860.

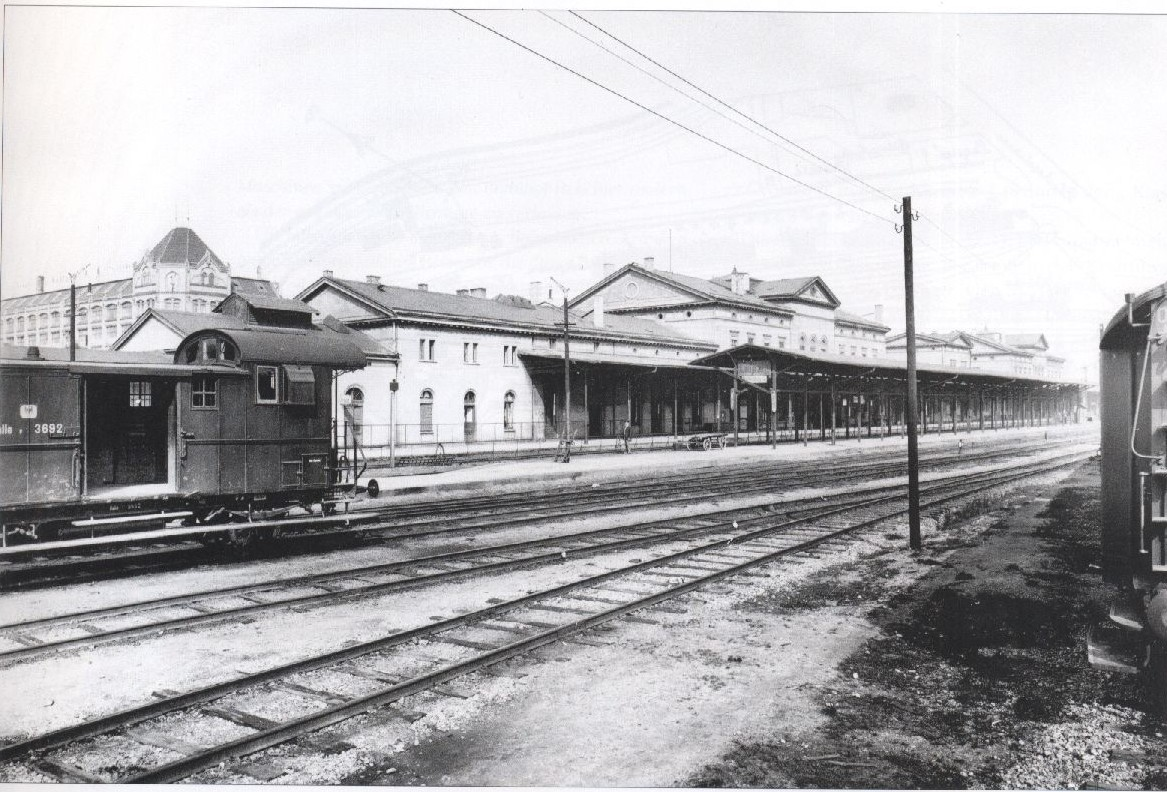
Berliner Bahnhof 1900.

Leipzig Berliner Bahnhof var en järnvägsstation i Leipzig som invigdes 1859 och lades ned 1912.

## Historia
Vid 1860 hade Leipzig utvecklats till ett järnvägsnav. Förutom linjen till Dresden, som invigdes 1837, hade det funnits en förbindelse till Magdeburg sedan 1840, en linje till Bayern sedan 1842 (Bayerischer Bahnhof) och från 1856 en anslutning till Thüringen. På grund av de befintliga järnvägslinjerna var tomterna som gränsar direkt till den norra kanten av stadskärnan redan bebyggda med järnvägsstationer med linjer mot Dresden, Magdeburg och Thüringen. Platsen för en ändstation för järnvägslinjen till Berlin blev således en tomt långt utanför staden, vilket möjliggjorde för större ytor för järnvägsändamål.
Stationen byggdes 1858 på Petzscher Mark. Den 1 februari 1859 invigdes stationen av järnvägsbolaget Berlin-Anhalt.
Omedelbart efter öppningen blev den största nackdelen med den nybyggda stationen uppenbar med det stora avståndet till staden och de andra järnvägsstationerna i Leipzig. Stationen kunde enbart nås till fots eller med häst och vagn. På grund av denna brist byggdes stationen om  för att bli genomgående genom att spåren förlängdes mot sydöst till en järnvägslinje som förband de olika stationerna i staden med varandra. Resultaten av ombyggnaden blev att tågen från Berlin hade Bayerischer Bahnhof som ändstation.
1896 anslöts Berliner Bahnhof till Leipzigs spårvägsnät då spårvägsnätet förlängdes till Mockau och Schönefeld. 
Byggandet av Leipzig Hauptbahnhof resulterade i att Berliner Bahnhof förlorade sin funktion som station. Den 1 oktober 1912 lades stationen ned. Efter nedläggningen fortsatte namnet Leipzig Berliner Bahnhof leva vidare som en stationsdel. Idag heter en stationsdel, på samma plats som stationen låg på, Leipzig Berliner Straße.